# Belcești
Belceşti é uma comuna romena localizada no distrito de Iaşi, na região de Moldávia. A comuna possui uma área de 103.88 km² e sua população era de 11428 habitantes segundo o censo de 2007.